# Ngô Xuân Hàm
Ngô Xuân Hàm (1915 - 2009) là một thẩm phán, nhà hoạt động cách mạng và chính trị gia người Việt Nam, nguyên Bí thư Tỉnh ủy Nghệ An, Đảng Cộng sản Việt Nam.

## Thân thế
Ngô Xuân Hàm sinh năm 1915 tại làng Đệ Nhất, xã Diễn Nguyên, huyện Diễn Châu, tỉnh Nghệ An, trong một gia đình nhà nho nghèo, có 4 người con, 3 con gái và 1 con trai. Gia đình Ngô Xuân Hàm chuyển cư lên xóm Lưu Mỹ, thôn Đông, làng Tràng Thành, huyện Yên Thành (nay là xã Hoa Thành, huyện Yên Thành), tỉnh Nghệ An, năm Ngô Xuân Hàm lên 10 tuổi.
Thân sinh ông Ngô Xuân Hàm là cụ Ngô Trực Tuy và bà Phan Thị Thuận. Trong các vị tổ ông Ngô Xuân Hàm có cụ Ngô Trí Tri (1537 - 1628), cha của Ngô Trí Hòa (1564 - 1625).

## Hoạt động cách mạng và sự nghiệp
Năm 1941, ông cùng Trần Mạnh Quỳ và các nhà hoạt động cách mạng khác bị bắt. Ông Ngô Xuân Hàm bị tòa án phong kiến Nam triều (chế độ hành chính của triều đình nhà Nguyễn trong thời Pháp thuộc) kết án 15 năm khổ sai và bị đày vào nhà lao Ly Hy, tỉnh Thừa Thiên (cũng được biết đến là Căng An Trí La Hy hoặc nhà tù La Hy). Về sau, ông bị đày vào nhà tù Buôn Ma Thuột, tỉnh Đắk Lắk, đến năm 1945.
Từ năm 1938 - 1949, ông là ủy viên Ban Chấp hành Đảng bộ tỉnh Nghệ An, khóa II, IV và V. Tại Đại hội đại biểu Đảng bộ tỉnh Nghệ An lần thứ V, tháng 1 năm 1948, ông Ngô Xuân Hàm được bầu giữ chức vụ Bí thư Tỉnh ủy Nghệ An.

Ông là ủy viên Ban chấp hành Liên khu ủy IV từ năm 1949 - 1958. Nhà báo Phan Quang Diêu, nguyên Tổng Giám đốc, Tổng Biên tập Đài Tiếng nói Việt Nam từ 1988 - 1996, ghi nhớ một cuộc gặp gỡ với Ngô Xuân Hàm vào ngày 23 tháng 6 năm 1952, để trao đổi thông tin về vụ bạo loạn Hưng Yên (thôn Hưng Yên, huyện Nghi Lộc, tỉnh Nghệ An). Về vụ bạo loạn Hưng Yên, nhà báo Phan Quang Diêu viết: 
"Ở thôn Hưng Yên vừa xảy ra một cuộc bạo động chống chính quyền, tạo cớ cho quân Pháp từ biển cho quân đổ lên chiếm đồng bằng tỉnh Nghệ An [...]". 
Cuộc gặp gỡ để lại ấn tượng với nhà báo Phan Quang Diêu về tính nết ông Ngô Xuân Hàm khi ông làm Chánh án Tòa án nhân dân Liên khu 4 tại thôn Kim Liên, huyện Nam Đàn, tỉnh Nghệ An. Nhà báo Phan Quang Diêu bình luận:
"Anh Ngô Xuân Hàm người cao lớn, ăn nói điềm đạm, nhã nhặn [...]".
Dựa vào Nghị quyết số 519 NQ/TVQH ngày 12 tháng 3 năm 1968, ông được bổ nhiệm làm ủy viên Ủy ban thẩm phán Tòa án nhân dân tối cao (Pháp lệnh số 18/LCT quyết định tổ chức của Toà án nhân dân tối cao từ 1961 - 1981) theo đề nghị của Chủ tịch Uỷ ban Thường vụ Quốc hội nước Việt Nam Dân chủ Cộng hòa, Trường Chinh.

## Ghi danh
Công lao trong nhiều năm hoạt động cách mạng cũng như trong cuộc Kháng chiến chống Pháp, công lao với quê hương ông tại huyện Yên Thành, tỉnh Nghệ An, cống hiến với đất nước được ghi nhớ. Tên của ông Ngô Xuân Hàm, Chủ tịch Ủy ban nhân dân huyện Yên Thành đầu tiên, được đặt cho một đường tại thị trấn Yên Thành, tỉnh Nghệ An, Việt Nam.